# Semilunar
El semilunar (Us lunatum) és un os del canell, anomenat així perquè té la forma de mitja lluna, amb la concavitat que mira cap avall. És un os parell, curt, esponjós, compacte, semilunar, que sembla una lluna, amb sis cares, de les quals quatre són articulars. És el segon os de la primera fila de carp, s'articula amb el radi, escafoide, piramidal, ganxut i gran.

## Ossos del carp
| Fila     | Nom           | Articulacions proximals/radials         | Articulacions distals              | Articulacions metacarpianes |
| Proximal | Escafoide     | radi, semilunar                         | trapezi, trapezoide, gran del carp | -                           |
| Proximal | Semilunar     | radi, escafoide, piramidal              | gran del carp, ganxut              | -                           |
| Proximal | Piramidal     | semilunar, pisiforme (però no el cúbit) | ganxut                             | -                           |
| Proximal | Pisiforme     | piramidal                               | -                                  | -                           |
| Distal   | Trapezi       | escafoide                               | trapezoide                         | #1 i #2                     |
| Distal   | Trapezoide    | escafoide                               | trapezi, gran del carp             | #2                          |
| Distal   | Gran del carp | escafoide, semilunar                    | trapezoide, ganxut                 | #2, #3 i #4                 |
| Distal   | Ganxut        | piramidal, semilunar                    | gran del carp                      | #4 i #5                     |

## Imatges

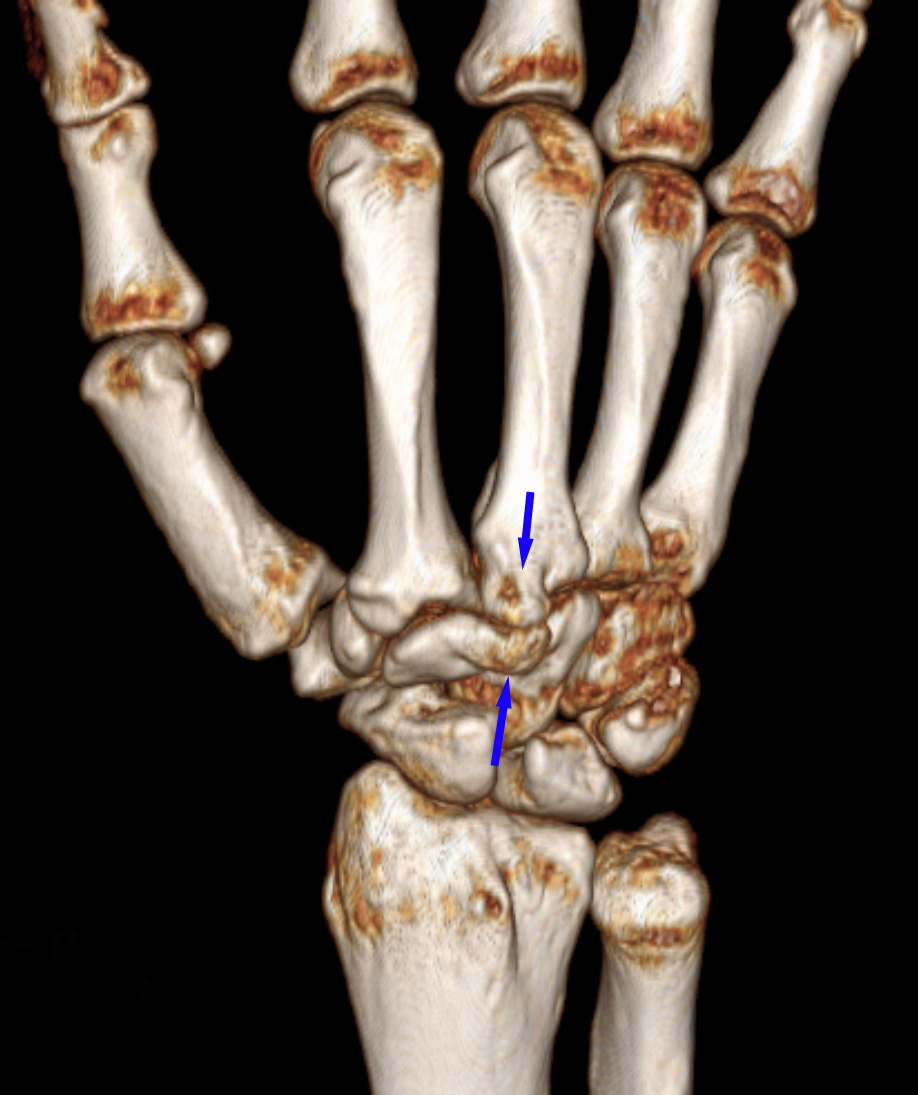
Reconstrucció tridimensional per CT, dels ossos del carp.
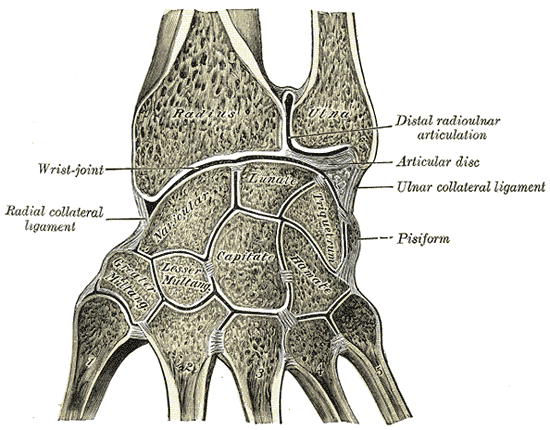
Ossos del canell, placa d'Anatomy of the Human Body, 1918.
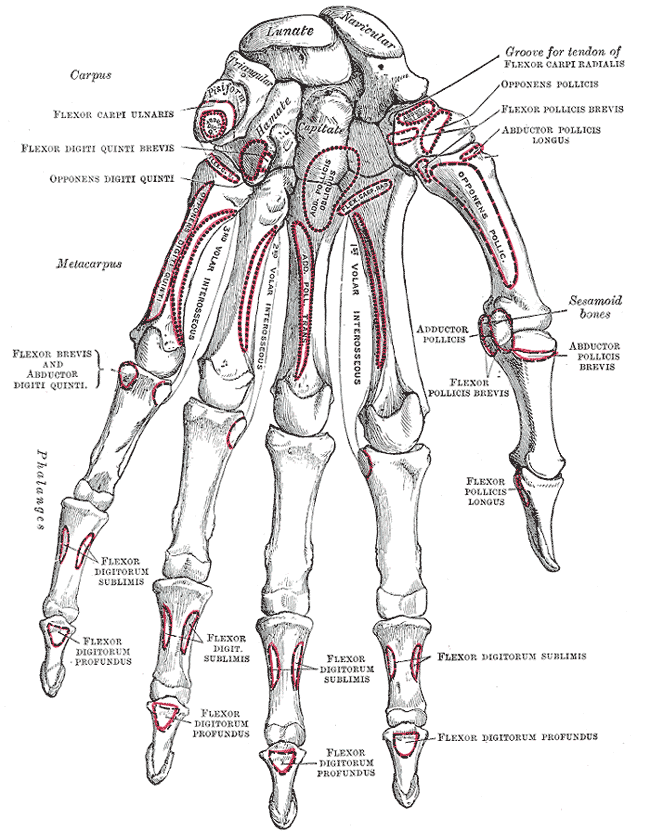
Ossos de la mà esquerra. Cara palmar.
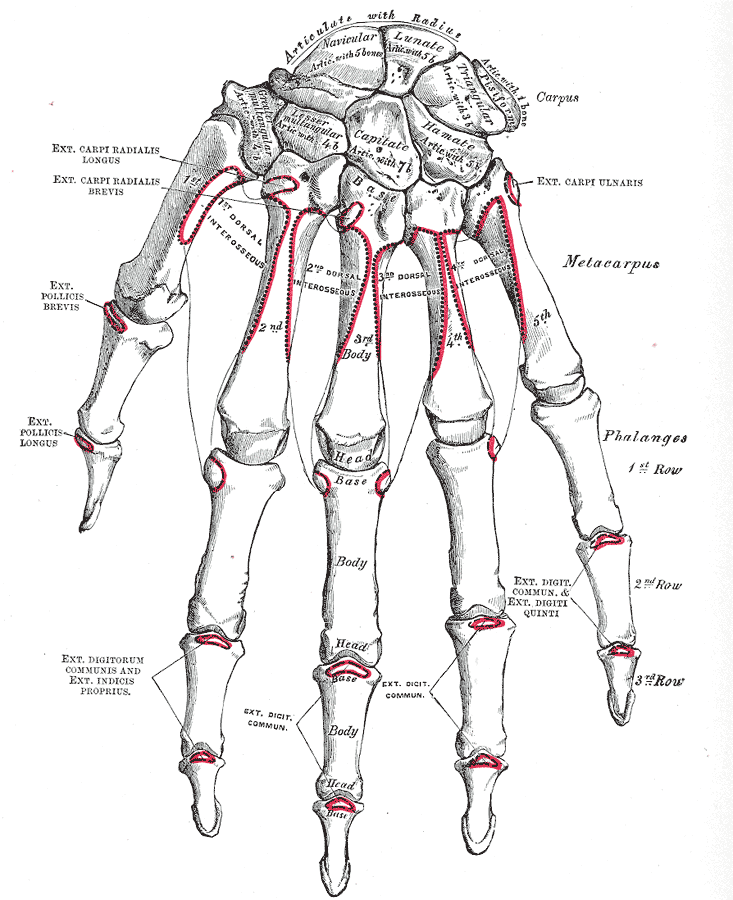
Ossos de la mà esquerra. Cara dorsal.